# كريميتشاو
كريميتشوا (بالألمانية: Crimmitschau) هي بلدة ألمانية وGrosse Kreisstadt تقع في ألمانيا في ساكسونيا. يقدر عدد سكانها بـ 21,953 نسمة .

## المدن التوأمة
مدن Bystřice nad Pernštejnem وفيهل هي مدن توأمة لـكريميتشوا.

## أعلام
- جيرهارد ماير
- بيتر جراف